# Arthur Van Overberghe

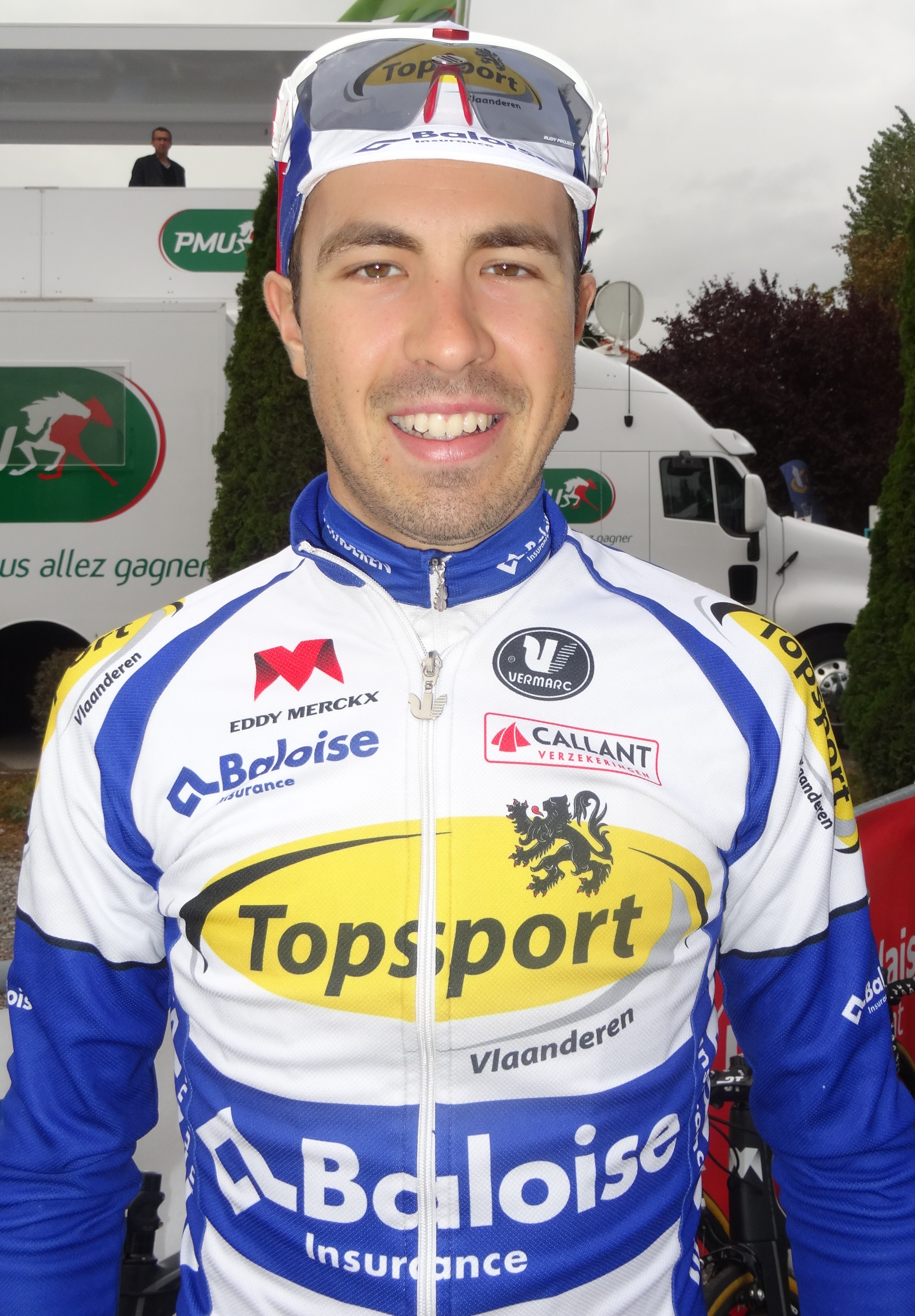
Arthur Van Overberghe (2014)

Arthur Van Overberghe (* 7. Februar 1990 in Menen) ist ein belgischer Radrennfahrer.
Arthur Van Overberghe wurde 2008 in der Juniorenklasse belgischer Meister im Einzelzeitfahren und im Straßenrennen. Außerdem gewann er das Eintagesrennen West-Brabantse Pijl. In der U23-Klasse wurde er 2010 Zweiter beim Grand Prix Waregem und 14. im Zeitfahren der Weltmeisterschaft. Ende der Saison 2011 fuhr er als Stagiaire für das Professional Continental Team Topsport Vlaanderen und bekam dort einen Profivertrag ab dem folgenden Jahr.

## Erfolge
2008
- Belgischer Meister – Einzelzeitfahren (Junioren)
- Belgischer Meister – Straßenrennen (Junioren)

## Teams
- 2009 PWS Eijssen Cycling Team
- 2010 Ovyta-Eijssen-Acrog
- 2011 Ovyta-Eijssen-Acrog
- 2011 Topsport Vlaanderen-Mercator (Stagiaire)
- 2012 Topsport Vlaanderen-Mercator
- 2013 Topsport Vlaanderen-Baloise